# Плиев, Руслан Фёдорович
Русла́н Фёдорович Пли́ев (осет. Плиты Фёдоры фырт Руслан; 5 января 1941 селение Ногир Пригородного района Северной Осетии) — советский борец вольного стиля, чемпион Европы и пятикратный чемпион РСФСР. Мастер спорта международного класса по вольной борьбе.

## Биография
Родился 5 января 1941 года в селении Ногир Северной Осетии в осетинской семье. В 1960 году стал заниматься борьбой у Бориса Георгиевича Абаева. В 1965 году стал мастером спорта. Был членом сборной команды СССР. Пятикратный чемпион РСФСР (1968, 1969, 1970, 1971, 1973). Двукратный победитель крупных международных турниров (1971, 1972). В 1972 году стал чемпионом Европы. Двукратный чемпион мира среди ветеранов (1993, 1994). Боролся в весовой категории 62 кг.
В 1969 году окончил факультет физического воспитания и спорта Северо-Осетинского государственного университета имени Коста Левановича Хетагурова и работал тренером по больной борьбе.

## Спортивные достижения
- Чемпион Европы в Катовице (1972)
- Пятикратный чемпион РСФСР (1968, 1969, 1970, 1971, 1973)
- Двукратный победитель крупных международных турниров (1971, 1972)
- Двукратный чемпион мира среди ветеранов (1993, 1994)